# Jeffrey Ige
Jeffrey Ige, född 29 november 1983, är en svensk handikappidrottare som tävlar i kulstötning. Vid Paralympiska sommarspelen 2012 i London tog Ige silver med en stöt på 15,50 i tredje försöket. Han tävlar i klassen för utvecklingsstörda och hans hemmaklubb är Spårvägens FK.